# Mount Chappell Island
Mount Chappell Island är en ö i Australien. Den ligger i delstaten Tasmanien, i den sydöstra delen av landet, omkring 290 kilometer norr om delstatshuvudstaden Hobart. Arean är 3,6 kvadratkilometer. Den sträcker sig 2,8 kilometer i nord-sydlig riktning, och 2,3 kilometer i öst-västlig riktning.
Genomsnittlig årsnederbörd är 820 millimeter. Den regnigaste månaden är augusti, med i genomsnitt 103 mm nederbörd, och den torraste är januari, med 23 mm nederbörd.